# Perth Immigration Detention Centre

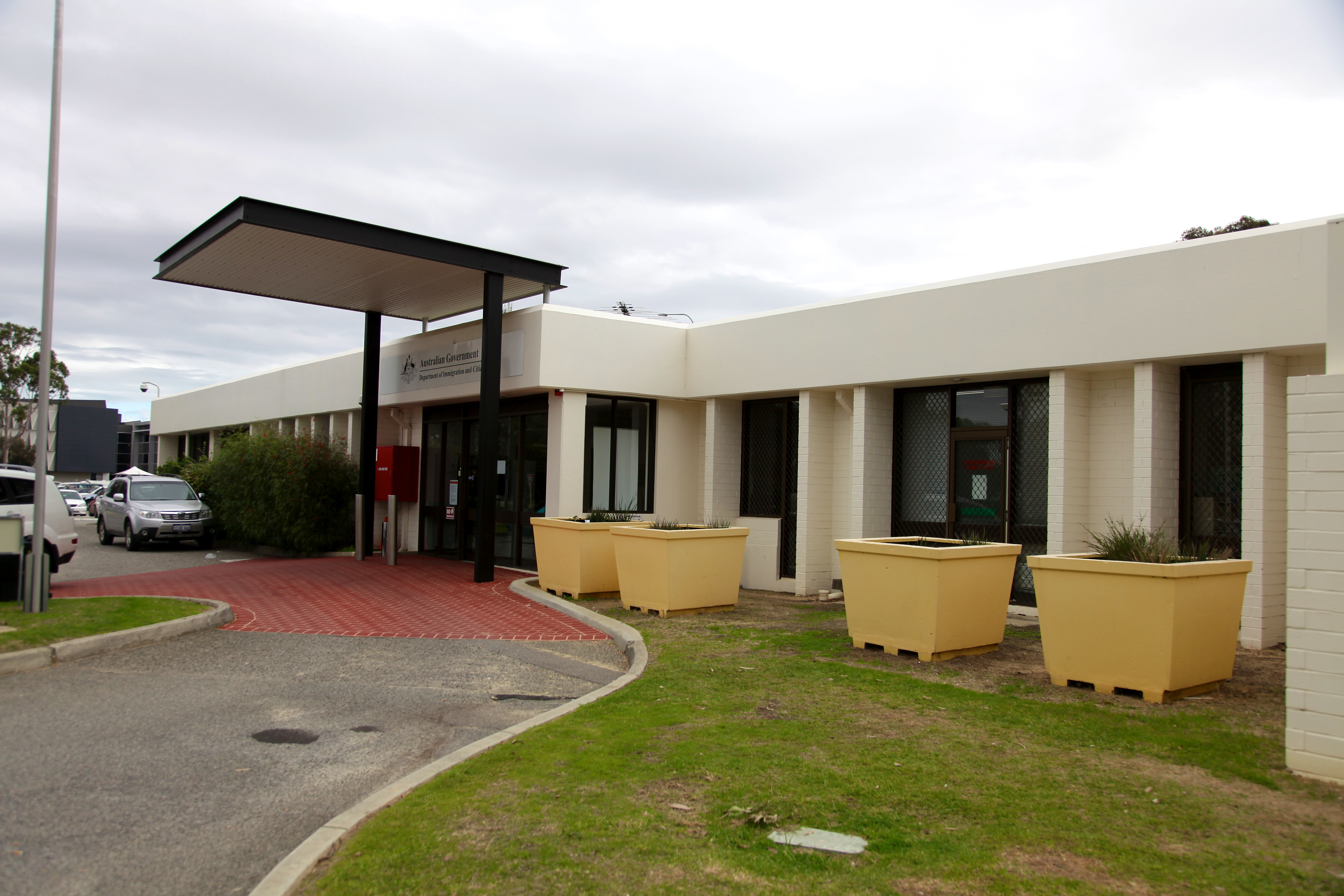
Eingang zum Perth Immigration Detention Centre (Juni 2012)

Das Perth Immigration Detention Centre ist das kleinste der Internierungslager Australiens für Asylsuchende, die in Einwanderungshaft gehalten werden. Gegründet wurde es ursprünglich im Jahr 1981 um illegale Fischer, vor allem aus Indonesien, kurzzeitig festzusetzen. Inzwischen werden dort vor allem Boatpeople inhaftiert.
Es liegt in unmittelbarer Nähe zum Flughafen Perth im Stadtteil Redcliffe in Perth. Des Weiteren gibt unweit des Internierungslagers die Perth Immigration Residential Housing Facility, in der asylsuchende Familien mit Kindern untergebracht werden können.

## Belegung
Die Belegung beträgt normalerweise 27 Personen, die nach Bedarf kurzfristig bis 42 erhöht werden kann. Im Juli 2008 waren zum Zeitpunkt des Aufenthalts der Menschenrechtskommission 21 Insassen interniert, davon zwei mehr als 18 Monate. Am 31. Januar 2017 wurden 28 Personen im Internierungslager gezählt, darunter 21 Männer und 7 Frauen, im März 2023 gab es 19 Insassen.
Der derzeit amtierende australische Immigrationsminister Peter Dutton von der Liberal Party of Australia gab Ende April 2016 bekannt, dass er Perth Immigration Detention Centre in Perth in absehbarer Zeit schließen werde, sofern die Belegungszahlen weiterhin sinken werden. Dies erfolgte nicht, im März 2023 war das Lager noch in Betrieb. Es wird geführt durch das Unternehmen Serco.

## Kritik

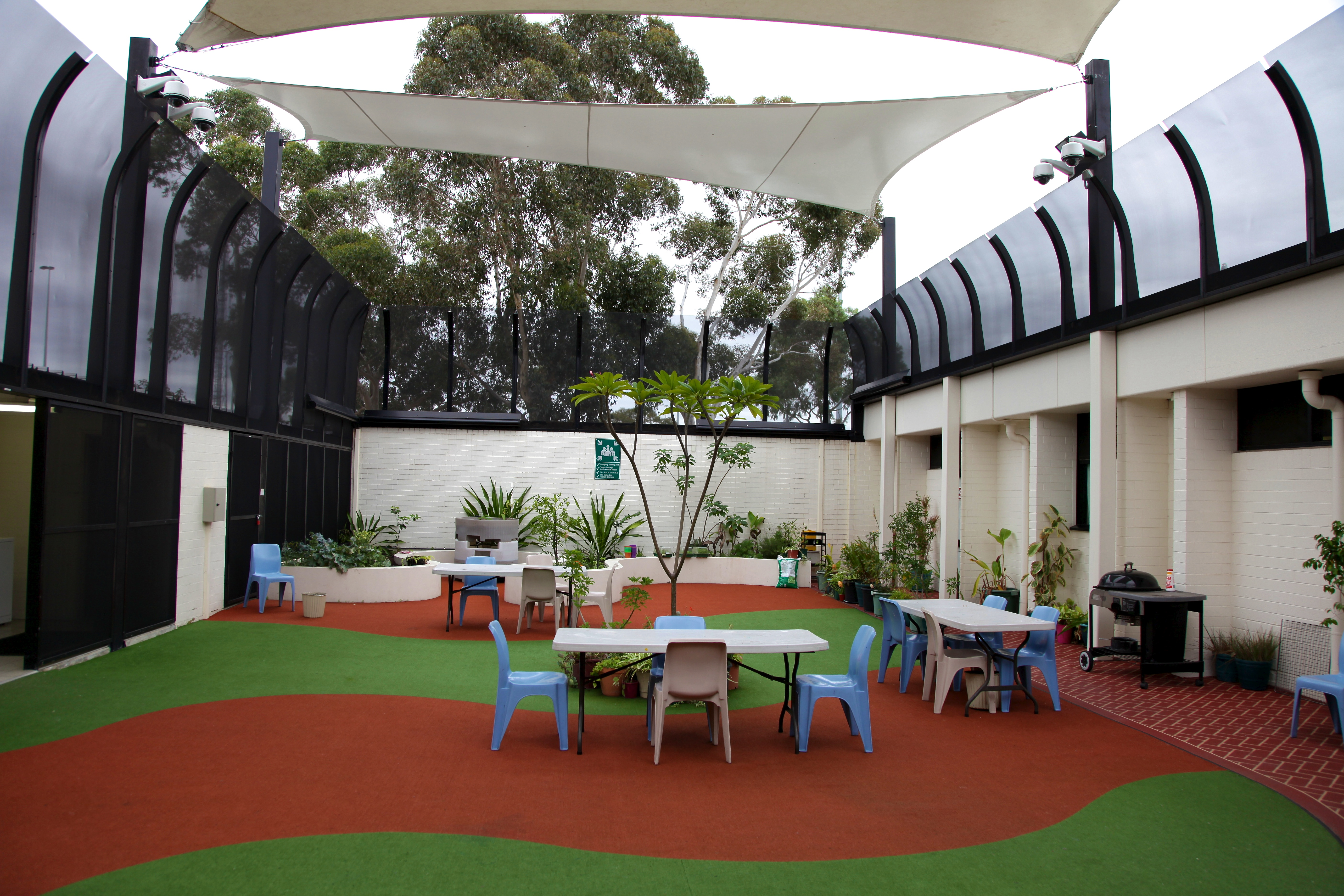
Einer von zwei Innenhöfen (Juli 2012)

Die Australische Menschenrechtskommission hält das Lager für ungeeignet, Insassen langfristig in diesem Zentrum in Einwanderungshaft  festzuhalten. Als sie es im Juli 2008 aufsuchte, stellte sie fest, dass gewisse Verbesserungen vorgenommen wurden, die die Kommission seit Jahren gefordert hatte. Die Kommission stellte damals fest, dass seit ihrem letzten Aufenthalt Pflanztröge aufgestellt, neues Mobiliar im Essens- und im Krankenraum eingerichtet seien und Bücher im Aufenthaltsraum zur Verfügung stehen würden. Jedoch die strukturellen Probleme des Lagers seien nicht beseitigt worden. Die Schlafräume seien zu klein und zu beengt. Es gebe keinen Außenbereich für sportliche Betätigungen oder zur Ruhe, stattdessen lediglich zwei Innenhöfe ohne Blick ins Freie. Im Gebäudeinneren stehe kein gesonderter Raum zur Verfügung, der der Entspannung oder Fortbildung dient. Zwei Computer gebe es nun seit zwei Jahren, dies reiche aber nicht aus. Ferner fehle ein gesonderter Raum, in dem sich die Insassen ungestört mit Besuchern aufhalten können. Es gebe auch keinen gesonderten Fernsehraum. Nach den Standardanforderungen der australischen Einwanderungsbehörde, dem damaligen Department of Immigration and Citizenship, fehle den Insassen auch ein Raum zur Ausübung ihrer Religion.